# Туми, Аймен
Аймен Туми (араб. أيمن التومي‎; род. 11 июля 1990, Сус) — тунисский гандболист, играющий на позиции левого крайнего и выступающий за клуб Монпелье и за сборную Туниса.

## Карьера
Клубная 

Аймен Туми начинал свою профессиональную карьеру в Тунисе, до 2013 года выступал за тунисский клуб ES Sahel. В 2013 году Аймен Туми стал игроком ГК Нант, с которым в 2015 году выиграл кубок Французской лиги. В 2015 году Аймен Туми заключил контракт с клубом Монпелье, с которым Аймен Туми выиграл кубок Франции и кубок французской лиги.

 Сборная 

Аймен Туми выступает за сборную Туниса с 2011 года, и сыграл за сборную 26 матчей и забил 55 голов.

.

## Титулы
Командные 
- Обладатель кубка Франции: 2016
- Обладатель кубка французской лиги: 2015, 2016
- Чемпион Туниса: 2011
- Победитель лиги чемпионов ЕГФ: 2018

## Статистика
Статистика Аймена Туми в сезоне 2017/18 указана 1.6.2017
| Сезон        | Клуб        | Лига           | Матчи | Голы | 7-метр | Голы |
| ------------ | ----------- | -------------- | ----- | ---- | ------ | ---- |
| 2013/14      | ГК Нант     | LNH Division 1 | 23    | 39   | 1      | 38   |
| 2014/15      | ГК Нант     | LNH Division 1 | 11    | 5    | 0      | 5    |
| 2015/16      | ГК Монпелье | LNH Division 1 | 25    | 66   | 2      | 64   |
| 2016/17      | ГК Монпелье | LNH Division 1 | 23    | 65   | 1      | 64   |
| 2017/18      | ГК Монпелье | LNH Division 1 | 11    | 16   | 0      | 16   |
| 2013—по н.в. | Итого       | LNH Division 1 | 93    | 191  | 4      | 187  |